# Mickaël Niçoise
Mickaël Joseph Niçoise (Bondy, 19 settembre 1984) è un ex calciatore francese, di ruolo attaccante.

## Carriera

### Club
Ha giocato nella massima serie dei campionati belga, turco, svizzero, cipriota, malaysiano, tunisino e maltese.

### Nazionale
Dal 2008 al 2010 ha disputato cinque partite con la nazionale guadalupense, realizzandovi anche una rete.